# やついいちろう
やつい いちろう（本名：谷井 一郎（読み同じ）、1974年11月15日 - ）は、日本のお笑い芸人であり、お笑いコンビ・エレキコミックのボケ担当。トゥインクル・コーポレーション所属。三重県四日市市出身。（出生地は東京都文京区）

## 来歴

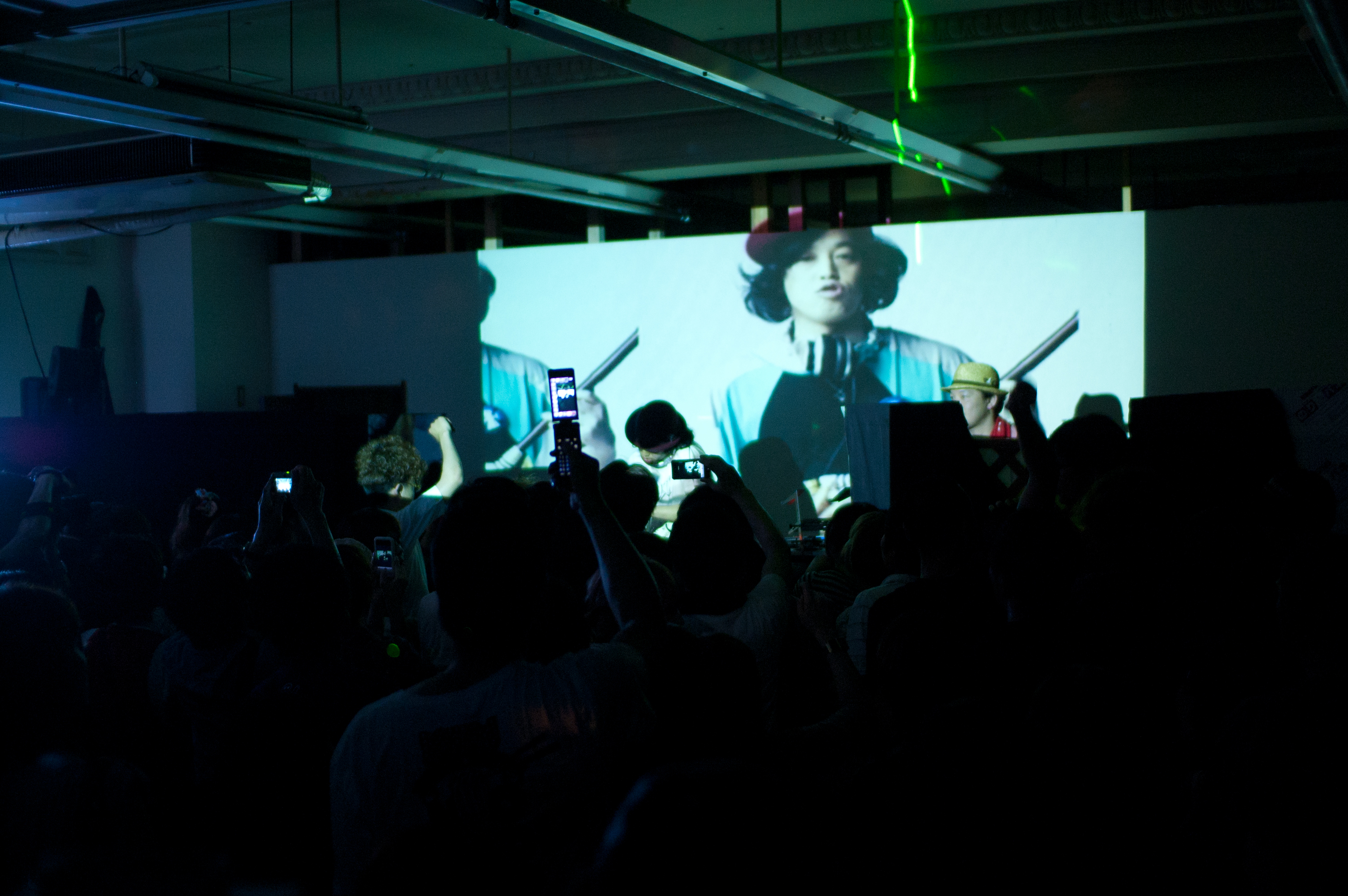
DJやついいちろう（2011年）

三重県立川越高等学校から創価大学へ入学する。1997年1月1日に創価大学落語研究会で後輩だった今立進とコンビを結成した。当初は谷井一郎で出ていたが、ボケにしては名前の特徴がないと言われ、ひらがなに変えた。
邦楽ロックを中心としたDJ活動を展開しており、ライブハウスやロックフェスのブースにて度々披露している。また、お笑い界や音楽界の知人をゲストに呼んで、オールナイトDJイベントも主催している。
2009年（平成21年）7月1日、「DJやついいちろう」としてミックスCD「DJやついいちろう(1)」をリリースした。
2012年（平成24年）2月18日、自分の名を冠したエンターテイメントフェスティバル「YATSUI-FESTIVAL2012」を開催した。
2013年11月14日、タレントの松嶋初音と結婚した。

## 人物
水木しげるには写真を見て「これ妖怪だ」、楳図かずおには「君の事書いたことある」と言われた。
三国志（三国志検定3級。2級は不合格）、稲川淳二の大ファン。
携帯電話はINFOBAR2とiPhoneの2台持ちである。パソコンにはあまり詳しくないが、MacBook Proを購入した。MacPeopleで連載をしていた。
誕生日、バレンタインデーには毎年イベントを主催している。
喘息持ちである。
歯並びの悪さがトレードマークであったが、歯の矯正を始め、2014年に完了した。
タレントのIMALUと「SUSHI PIZZA」というユニットを組んでいる。

## 出演
※コンビまたは「エレ片」名義で出演している番組はそれぞれの項目を参照。

### テレビ

#### バラエティ
- シャキーン!（2009年4月−2022年3月、Eテレ） - ネコッパチ、ネコ助の声
  - シャキーン!ザ・ナイト（2009年4月、NHK教育）
  - まいん&シャキーン!夢のコラボ Eテレパワーで倒せ!謎の宇宙人（2010年10月11日、NHK教育）
- #エンダン（2012年4月2日 - 2014年9月26日、NOTTV） - メインMC
- やついFes2014作戦会議（2013年8月24日、NOTTV）
- Knock Out-競技クイズ日本一決定戦-（2016年8月20日、ファミリー劇場） - 大会主宰
- 高見沢俊彦の美味しい音楽 美しいメシ（2024年3月1日、BS朝日）

#### ドラマ
- 週刊 赤川次郎「夏休み」（2007年9月11日 - 15日、テレビ東京） - 主演・竹中雄太 役
- リアル脱出ゲームTV（2014年4月24日 - 6月26日、TBS） - 轟 役
- 99.9-刑事専門弁護士- 第5話（2016年5月15日、TBS） - 武田満 役
- 連続ドラマW 希望ヶ丘の人びと（2016年7月16日 - 8月13日、WOWOW） - 吉岡 役
- 連続テレビ小説 ひよっこ 第3話 - 最終話（2017年4月5日 - 9月30日、NHK） - 井川元治 役
  - ひよっこ2（2019年3月25日 - 28日、NHK総合）
- ユニバーサル広告社〜あなたの人生、売り込みます!〜（2017年10月20日 - 12月1日、テレビ東京） - 城田光 役
- FINAL CUT（2018年1月19日 - 3月13日、カンテレ・フジテレビ系） - 皆川義和 役
- 神ちゅーんず 〜鳴らせ!DTM女子〜 第7話（2019年5月19日、ABCテレビ・テレビ朝日系）
- セミオトコ（2019年7月26日 - 9月13日、テレビ朝日） - 岩本マサ 役
- 姉ちゃんの恋人（2020年10月27日 - 12月22日、カンテレ・フジテレビ系） - 中野藤吉 役[16]
- 直ちゃんは小学三年生 第2話・第3話・第4話・第6話 （2021年1月16日 - 2月13日、テレビ東京系） - ジュンヤ 役
- 書けないッ!?〜脚本家 吉丸圭佑の筋書きのない生活〜（2021年、テレビ朝日系） - DJ YOO（村瀬陽太郎） 役
- ゴシップ #彼女が知りたい本当の○○ 第6話（2022年2月10日、フジテレビ） - 南雲タケシ 役[17]
- 藤子・F・不二雄 SF短編ドラマ『テレパ椎』（2023年4月16日、NHK BSプレミアム・NHK BS4K）- 編集長 役
- それってパクリじゃないですか? 第3話（2023年4月26日、日本テレビ） - 今井 役
- 土曜ドラマ 正義の天秤 Season2 第3話（2023年5月20日、NHK総合） - 荻野正治 役

### WEBドラマ
- 新聞記者・奥泉渚と疑惑の女たち 第1話（2023年6月10日、Hulu） - カフェバーの店長 役[18]

### 映画
- 461個のおべんとう（2020年11月6日、東映） - 河上利也 役[19]

### CM
- 日本生命保険（2022年10月12日 - ） [20]

### ラジオ
- エレマガラジオDX（ラジオNIKKEI）
- 大竹まこと ゴールデンラジオ『大竹紳士交遊録』（文化放送） - 月1回木曜日に出演
- SUMMER TIME SPLASH（2013年7月6日 - 9月28日、J-WAVE）
- すっぴん!（2014年4月7日 - 2020年3月13日、NHKラジオ第1放送） - 「MUSIC SCRAP」毎月第2週担当
- 音楽ガハハ（2016年4月 - 、NHK FM） ※ 毎月最終水曜日 23:00 - 24:00[21]
- TOKYO JUKEBOX（2016年9月 - 2017年3月24日、TBSラジオ） - 木曜日担当

## ミュージックビデオ
| 監督                | 曲名 |
| 池田剛 / 山守拓人   | 「てんけてんけてん」「てんけてんけてん（ダンスお手本講座）」                                                                                        |
| ルノアール兄弟&AC部 | 「そりゃそうよ」 |
| 不明                | 「てんけてんけてん」「マイティDISCO」(「SUSHI PIZZA（やついいちろう＆IMALU）」名義）「トロピカル源氏」(「エレキシ（DJやついいちろう×レキシ）」名義) |

## 主なライブ

### ワンマンライブ・主催イベント
- 2011年 7月11日、14日、15日 - 「ゴールデン・ヒッツ」発売記念インストアイベント

- 2012年 10月3日 - やついいちろう PLATINUM DISC RELEASE PARTY

### 出演イベント
- COUNTDOWN JAPAN 2005-2018
- ROCK IN JAPAN FESTIVAL 2006-2019

### MV
- レキシ「年貢for you feat. 旗本ひろし、足軽先生」

## 現在の連載
- ハロマグ「やついいちろうのMUSIC LINC」
- 東海ウォーカー「エレキコミックのBAND解体新書」

## 過去の連載
- 東京ウォーカー「エレキコミックやついいちろうの(勝手に)東京湯シュラン」
- ハロマグ「やついいちろうのMIX-TAPE」

## 書籍
- エロ悲しい（新風舎、2007年1月1日）- ※石原まこちんとの対談「エロ語り まこちろう」に参加。
- エレキコミックやついいちろうの三国志くん。（産業編集センター、2010年6月22日）
- それこそ青春というやつなのだろうな（PARCO出版、2019年6月27日）